# Saint-Symphorien-des-Monts
Saint-Symphorien-des-Monts è un comune francese di 148 abitanti situato nel dipartimento della Manica nella regione della Normandia.

## Società

### Evoluzione demografica
Abitanti censiti